# Cervesa

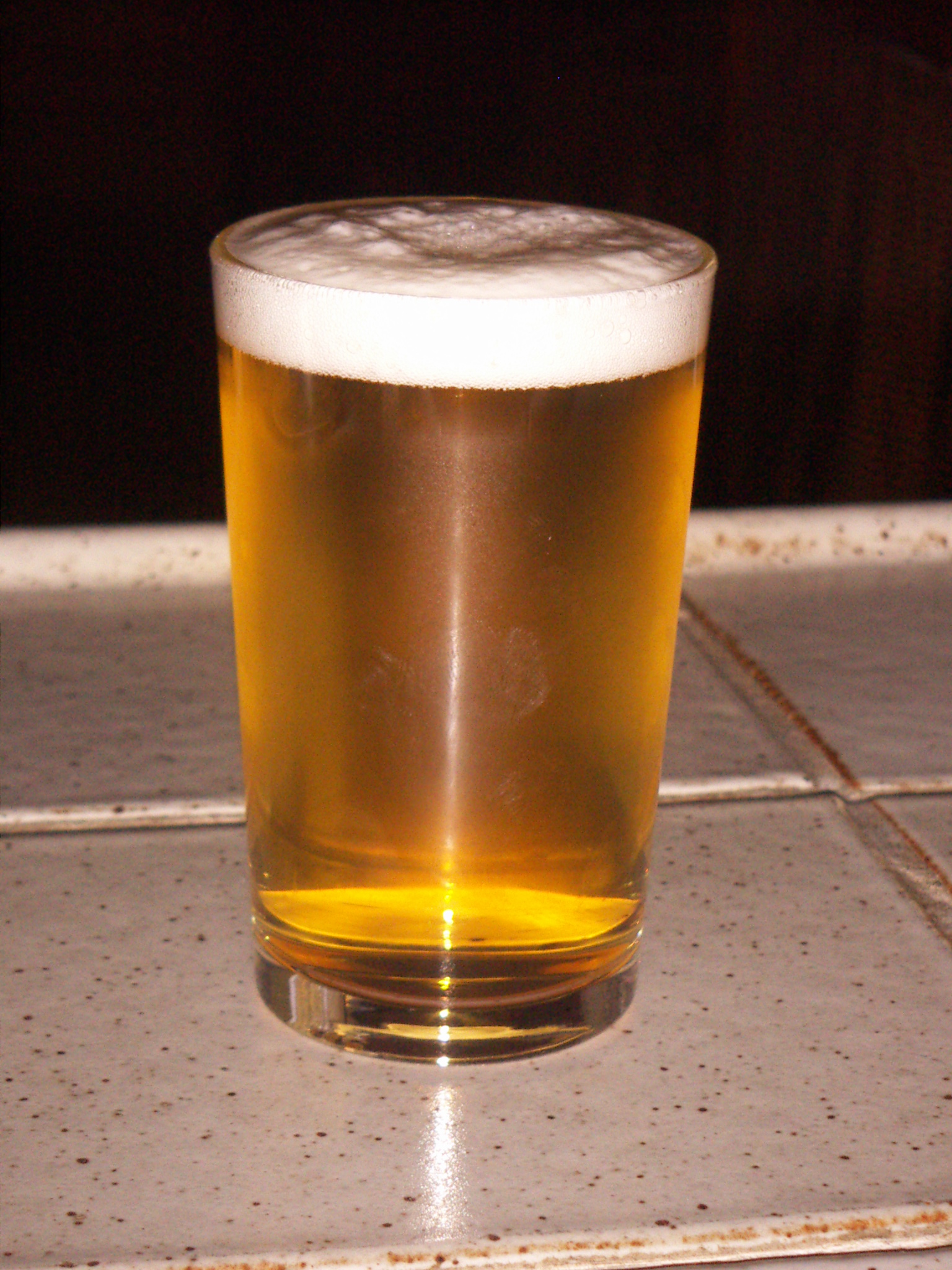
Got o canya de cervesa blanca

La cervesa (del cèltic cerevĭsĭa del mateix significat, vegeu la secció d'etimologia), anomenada col·loquialment birra, és una beguda alcohòlica, no destil·lada, de gust més o menys amarg. Es fabrica amb grans d'ordi o d'uns altres cereals el midó dels quals, una vegada modificat, és fermentat en aigua i aromatitzat principalment amb llúpol.
Per extensió, la cervesa és qualsevol beguda alcohòlica produïda per fermentació de cereals. És probablement la beguda alcohòlica més consumida, i la més antiga, i és la tercera beguda més popular en general després de l'aigua i el te.

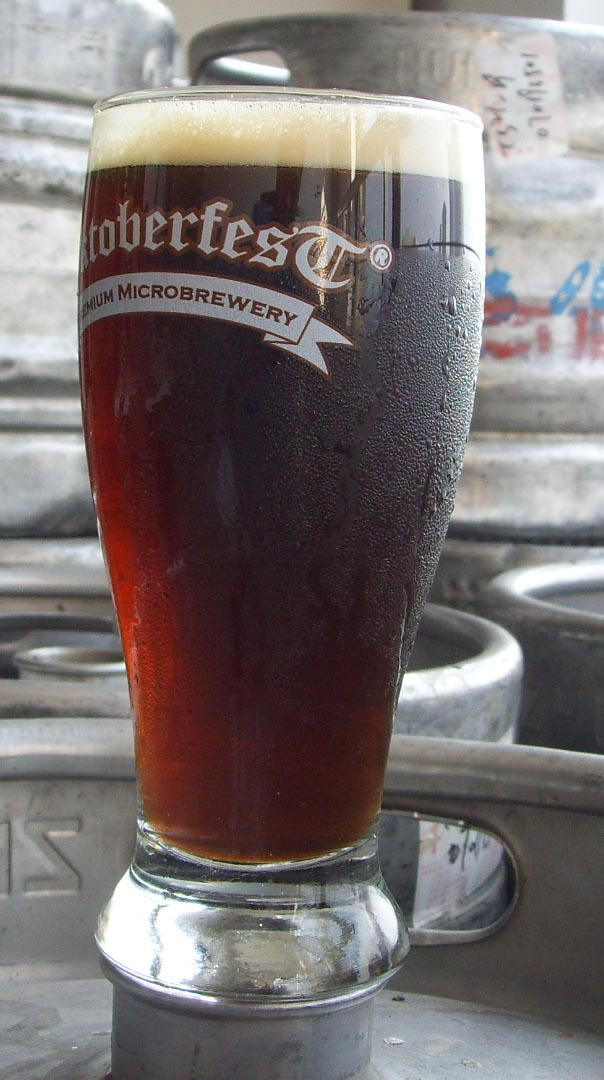
Cervesa negra

## Característiques
Com ja s'ha dit anteriorment, és la beguda alcohòlica més antiga i la més consumida. La cervesa pot ser diferent en el tipus, el gust i el color, segons el lloc on es fa, a causa dels ingredients emprats per produir-la. Generalment, és de color ambrat amb tons que van del groc or al negre, passant pels marrons vermellosos. Actualment es beu gasificada, i normalment fresca. Es considera una beguda gasosa, és a dir, conté diòxid de carboni dissolt en saturació que es manifesta en forma de bombolles, i sol estar coronada d'una escuma més o menys persistent. El seu aspecte pot ser cristal·lí o tèrbol. La seva graduació alcohòlica pot arribar gairebé al 30% vol., encara que generalment es troba entre el 3% vol. i el 9% vol.

## Etimologia
Existeixen diverses versions: 
- Segons Joan Coromines, el terme «cervesa» prové del francès cervoise i aquest, al seu torn, deriva del llatí cervisia o cerevisia que, alhora, vindria d'una arrel cèltica, amb el gal·lès cwrw i el gaèlic coirm.
- Duboë-Laurence i Berger, a El Llibre de l'Amant de la Cervesa, suggereixen que cervoise ve de cerevisia, i afegeixen que la paraula vindria de Ceres, deessa llatina de la terra i els cereals, i de vis, la força. En aquest sentit Coromines afirma que cereal prové de cerealis, que designa allò que pertany a la deessa Ceres.

Sembla que s'ha conservat el nom amb el qual la designaven els celtes, i que cervesa ve de la veu cerevisia, que és, de fet, cèltica. En qualsevol cas, l'arrel comuna és fàcilment apreciable a les diferents denominacions de cervexa (gallec), cerveja (portuguès), cerveza (castellà) i cervesa (català).
Els països eslaus d'Europa sovint anomenen la cervesa amb una paraula com ara pivo o similar: pivo (bosnià, croat, eslovac, eslovè, txec, etc.), piwo (polonès), piwò (caixubi), піва (belarús, transcrit: piva), пиво (ucraïnès, transcrit: pyvo, rus i serbi, transcrits: pivo); l'arrel del qual remet a la simple paraula «beguda».
Als països nòrdics i Finlàndia, Estònia i els països bàltics, s'empra una paraula com ara olut (finlandès), alus (estonià, lituà, letó), øl (danès, noruec) o öl (suec), de la mateixa arrel que la paraula anglesa ale i que prové del finlandès encara actual i l'estonià (antic?) olut.
Alguns idiomes Europeus es desmarquen totalment de cap patró, com és el cas de l'euskara, que empra la paraula garagardo, l'hongarès, que diu sör, ser o serital, o el gaèlic manx, que empra lhune.
En alguns altres idiomes europeus s'empren derivats del germànic bier, com el col·loquialisme en català birra, que va ser triat neologisme de l'any el 2022.
Pel que fa al sake, se'l podria classificar com una «cervesa d'arròs», si bé hi ha algunes diferències. Tot i així, al Japó, la cervesa tal com es coneix a l'occident va ser un producte importat. Avui en dia existeixen fàbriques de cervesa japoneses i per a designar la beguda es va adoptar també la locució bier, però, amb la finalitat d'adaptar-la a l'escriptura japonesa, aquest terme es va transformar en biiru.

## Història

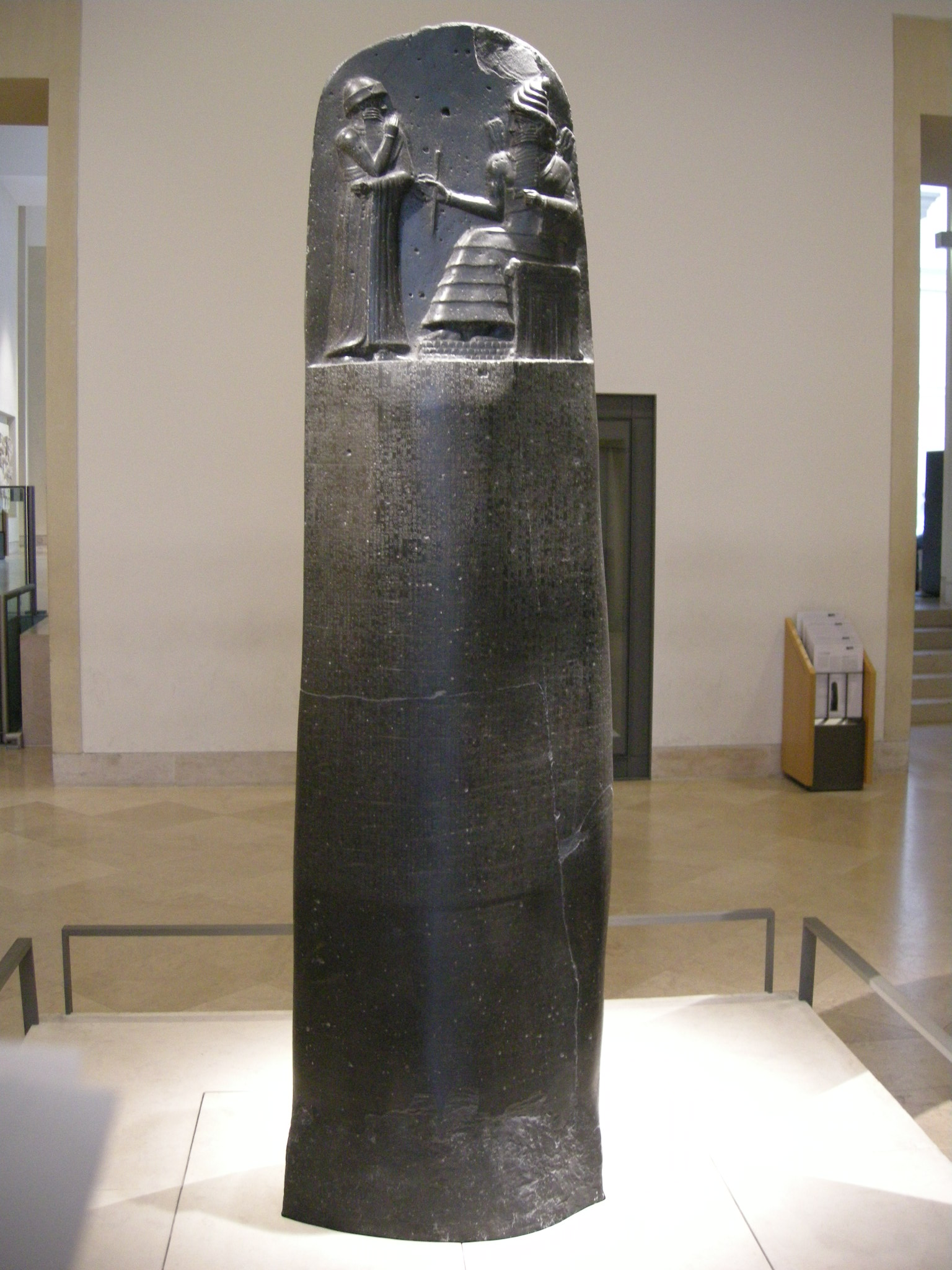
LEstela de Hammurabi, on hi ha la llei més antiga de la reglamentació sobre la cervesa. Museu del Louvre a París.

Històricament, la cervesa ja era coneguda pels sumeris, egipcis, mesopotàmics i ibers, a dates que es remunten com a mínim al 6000 aC. L'agricultura va aparèixer a la zona de Mesopotàmia en un període que se situa entre la revolució del Neolític i l'edat dels metalls. La llei més antiga que reglamentava la producció i venda de cervesa es troba a l'Estela de Hammurabi, de l'any 1760 aC, en la qual queda escrit que es condemnava a mort qui no respectés el criteri de la fabricació indicat; se sancionava, per exemple, el fet d'aigualir la cervesa o el d'obrir un local de venda sense autorització.
L'elaboració només és una qüestió de modificar les proporcions dels ingredients. Si es posava més farina que aigua i es deixava fermentar, s'obtenia pa; si s'invertia la proporció posant més aigua que farina i es deixava fermentar, s'aconseguia cervesa. Els indicis més antics que demostren l'existència de la panificació i la cerveseria apareixen a Mesopotàmia, però no es pot cercar cap filiació amb procediments idèntics a la resta d'Europa. Per tant, es creu que la cervesa es va descobrir o inventar en molts llocs del Mediterrani i d'Europa de manera bastant simultània. Sembla que les cerveses primitives eren més denses que les actuals. Segons la recepta més antiga coneguda, la del papir de Zòsim de Panòpolis (segle iii), els egipcis feien la cervesa a partir de pans d'ordi poc cuits que es deixaven fermentar en aigua. D'altra banda, a Orient s'utilitzava arròs i bambú.
Antigament, el fenomen de la fermentació era concebut com un acte diví amb fort caràcter màgic. En certa manera, com els terrissaires o els fargaires, l'home substituïa la Mare Terra, provocant i domesticant un fenomen diví. Així és com la cervesa fou concebuda com la beguda sagrada plaent als déus. No són rars els texts on es descriu una ofrena amb la cervesa com a aliment sagrat.
Amb els segles, sobretot a partir de la romanització, la zona mediterrània es va consolidar com una zona bàsicament vinícola mentre que la cervesa es produïa al centre i nord d'Europa i agafava la forma d'allò que s'entén actualment per cervesa. Així, s'estén l'ús de malt d'ordi com a ingredient principal i també es comença a introduir l'ús del llúpol com a aromatitzant. Aquesta planta cannabiàcia dona a la cervesa el seu gust amarg característic, alhora que en facilita la conservació.
Assisa panis et cervisiæ és una frase llatina que fa referència a una llei del segle xiii, aplicada a Anglaterra durant l'edat mitjana, amb l'objecte de regular els preus i la quantitat tant del pa com de la cervesa. La llei va ser promulgada per Enric III entre 1266 i 1271. Va ser la primera llei en la història d'Anglaterra (i potser a Europa) destinada a regular la producció d'aliments.
L'any 1516, el duc Guillem IV de Baviera va redactar la primera llei que definia què era la cervesa. Aquesta «llei de la puresa» o Reinheitsgebot deia que només es podia fer servir aigua, malt d'ordi i llúpol. Aquesta definició encara és la que defineix actualment l'estàndard de cervesa a Alemanya.
La cervesa va començar a recuperar la seva presència social a Espanya a partir del regnat de l'emperador Carles I, que va portar mestres cervesers d'Alemanya. Però, en aquell temps, la cervesa era encara un producte de temporada i va ser registrada per primer cop a Espanya entre les pertinences de l'emperador, quan va morir al monestir de Yuste, pel seu secretari Martín de Gaztelu.
A Catalunya, s'han trobat indicis d'elaboració de cervesa en jaciments prehistòrics com el de Genó (Lleida) o el de Begues (Barcelona), però no es pot parlar de cap autèntica indústria cervesera fins al segle xix, quan comencen a aparèixer petites fàbriques artesanals. La primera gran fàbrica de cervesa catalana, i també la primera de l'estat espanyol, va ser Moritz, oberta el 1864 per Louis Moritz a Barcelona.

### Aliment i beguda
Originalment, la cervesa oferia dos avantatges bàsics com a aliment.
- Un repartiment més variat dels ingredients principals; permetia un ús més moderat d'un element no gaire fàcil de conrear. Era més fàcil fer molta cervesa amb una mica de gra que molt de pa amb la mateixa quantitat de gra. De fet, moltes cerveses es feien remullant pa a l'aigua i deixant fermentar la barreja. La cervesa es xuclava amb canyes per a evitar trobar-se amb grumolls de pa.
- La fermentació produïa alcohol i desinfectava l'aigua oferint així una beguda neta de contaminació bacteriana. Per això, a llocs com la República Txeca, encara es diu «pa líquid».

La cervesa es va diferenciar clarament del pa i va passar a ser una beguda independent de la panificació, quan es va començar a filtrar i a beure sense canya. Se solia aromatitzar amb nombrosos ingredients i barrejar amb vi o amb hidromel. Tampoc no era estrany el fet d'aigualir-la.
Quan la cervesa es va produir en grans quantitats, també va baixar sensiblement la seva qualitat. Així, en molts llocs del Mediterrani, aparegué la cervesa com a beguda de taverna. L'únic lloc on sembla que la cervesa no va tenir acceptació va ser l'antiga Grècia, on es preferia el vi. A la resta dels països mediterranis, la cervesa va ser una beguda popular i alhora sagrada. En concret, a Roma, als barris baixos, se'n consumia en quantitats ingents, i per elaborar-la es van fer arrencar vinyes, qüestió que va crear un important conflicte amb els adeptes del vi.

### Evolució dels ingredients

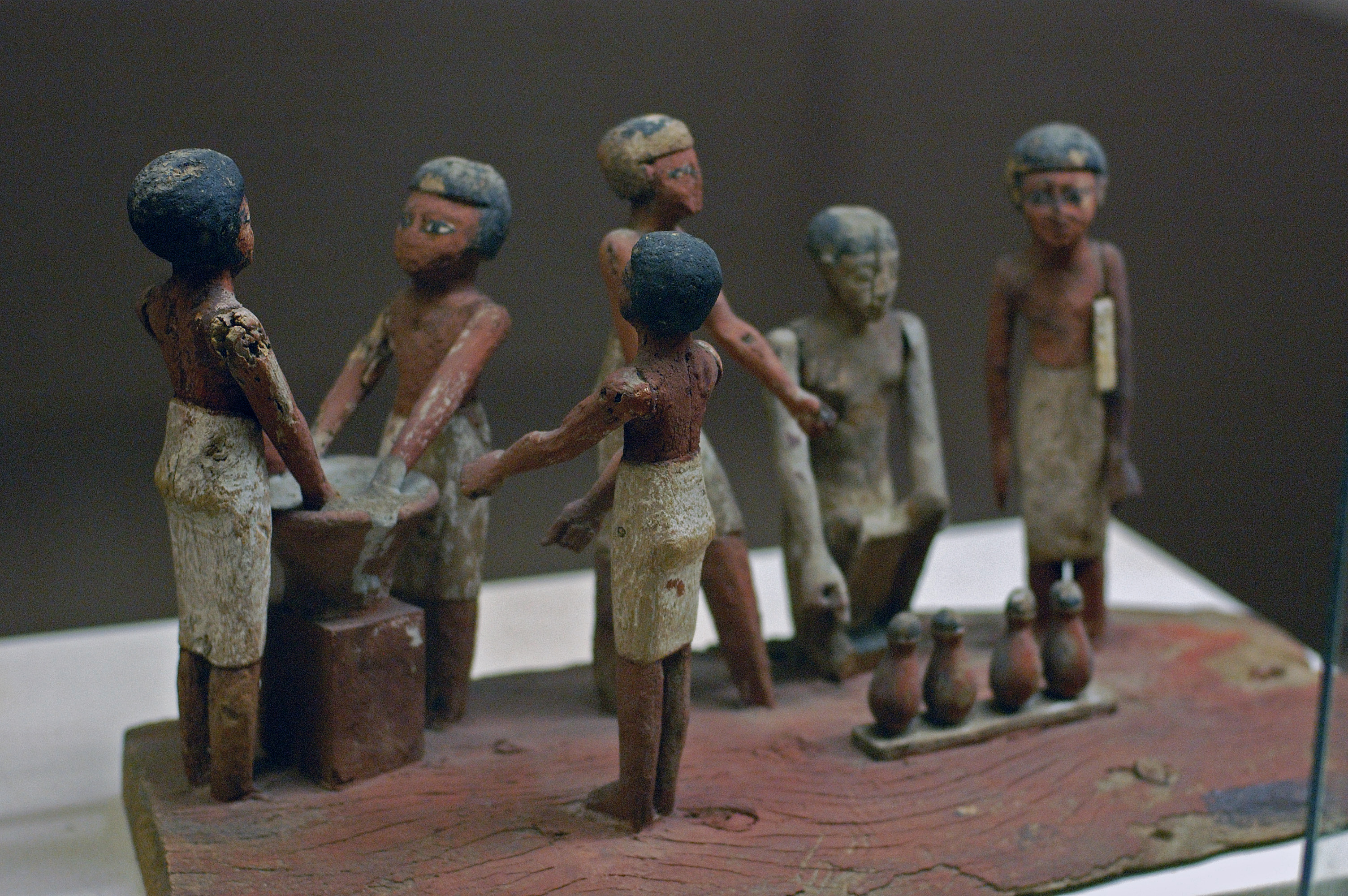
Maqueta egípcia de fusta representant la fabricació de cervesa a l'antic Egipte. Museu Egipci Rosacruz a San José (Califòrnia).

Originalment, les cerveses solien fer-se amb un cereal antecessor del blat anomenat espelta. Tanmateix, ben aviat es va imposar l'ordi. El blat va ser reservat a la panificació i l'ordi va ser destinat a la cervesa. En èpoques molt remotes, però, l'ordi no es feia servir cru. Es feien uns pans, cuits a diversos nivells i que es conservaven molt bé. Per fer la cervesa, s'esmicolava el pa i es barrejava en aigua. Després d'escalfar i de fer bullir la barreja, es deixava fermentar uns dies. Hi ha molts testimonis gràfics i documentals a Mesopotàmia que descriuen com els consumidors utilitzaven una canya per beure la cervesa per no trobar trossos de pa.
Els egipcis van començar la seva cerveseria amb pans, com els sumeris, però sembla que van ser els inventors del maltatge. Tant a Mesopotàmia com a Egipte, es van fer grans quantitats de cervesa de molts tipus diferents identificats pel seu color, cosa que indica que ja controlaven el grau de torrefacció dels pans o del gra.
No va ser fins a l'edat mitjana que s'hi va afegir el llúpol. El gran poder desinfectant del llúpol va ser relatat per Santa Hildegard von Bingen del monestir de Ruprechtsberg a Alemanya, al segle xi, que recomanava el consum de cervesa llupolitzada. Va ser al segle xx quan es va fer impensable no prendre-la freda.

### Importància social
La nutrició d'un babiloni era constituïda principalment de cervesa, gra, fruites, verdura i ceba, dieta poc diferent de la majoria de la gent modesta de l'antiguitat. Molts salaris es cobraven en gra o directament en cervesa. La gent amb més poder adquisitiu no va canviar el consum encara que ho va sofisticar: filtraven la cervesa, fent-la més densa (més cara). Fins i tot es descriu com els pobres bevien cervesa amb canyetes del riu, mentre que els rics disposaven de tubs d'or per a fer el mateix. Un altre indici de la importància social de la cervesa consisteix en el fet que, els elaboradors de cervesa no tenien l'obligació d'anar a la guerra. A canvi, eren obligats a seguir als exèrcits per tal d'assegurar-los l'avituallament de cervesa. Com que era un aliment de primera necessitat, al llarg de la història va ser objecte de cobdícies diverses per part de la gent poderosa que en va fer, en algun cas, un monopoli. També es va carregar el comerç amb importants imposts o bé es van establir lleis d'ús exclusiu d'algun cereal per a afavorir el monopoli d'aquest. S'han produït enfrontaments i revoltes en diversos moments i llocs quan aquesta pressió es va fer insuportable.

### Cervesa monacal i laica
Durant l'edat mitjana, al nord d'Europa, els frares tingueren els seus propis cellers productors de cervesa. Per això s'establí un conflicte d'interessos entre els elaboradors laics que havien de pagar imposts de tota mena i els elaboradors monacals que disposaven de matèria primera en grans quantitats i en condicions molt avantatjoses i d'exempcions fiscals diverses. A començament del segle xii el rei Wenceslau de Bohèmia (Txèquia) va permetre fer cervesa fora dels monestirs per al consum públic, així aquest negoci va deixar de ser monopoli de l'església. Cap al segle xv, els elaboradors laics van haver d'inventar una nova classe de cervesa, més barata, que els permetés sobreviure malgrat la competència dels frares. Aquí radica la diferència històrica entre la cerevisia dels frares, més densa, més aromatitzada i més cara, i la bier dels laics, menys embafadora, més refrescant i barata, aromatitzada només amb llúpol.

### Lleis sanitàries i comercials
Des de l'antiguitat, els elaboradors han afegit moltes coses en la cervesa. Estan documentades fins i tot exageracions com el fetge de vedella. Tant és així que des del segle xiv, apareixen a Alemanya i a Anglaterra lleis per regular el que hom afegia a la cervesa. La culminació de totes aquestes lleis és la Llei de Puresa bavaresa (Reinheitsgebot) que publicà en un edicte el rei Guillem IV de Baviera el dia de 23 d'abril de 1516. En aquest edicte, el rei determinava que la cervesa només podia ser feta amb aigua, malt d'ordi i llúpol. Aquesta llei feu desaparèixer moltes receptes particulars de cervesa dels territoris on fou d'aplicació, especialment de les especialitats que afegien sucre o canviaven els aromatitzants botànics. Als altres països, les lleis no foren tan estrictes i es permeteren conservar receptes amb alguns additius.
La llei de puresa també contribuí notablement a augmentar la fortuna del rei que tenia el monopoli de la producció de l'ordi.

### Cervesa transparent
Durant el segle xix, els cervesers txecs i alemanys van inventar i desenvolupar una cervesa que havia de tenir «bon aspecte», puix que es començava a estendre l'ús dels recipients transparents. Es van inventar formes diverses i més eficaces de filtrar la cervesa i la van fer més clara. Una forma que ja coneixien de «clarificar» la beguda era la d'allargar considerablement la maduració a baixes temperatures. Així va aparèixer la cervesa Lager (en alemany, «magatzem») i el mateix ferment de baixa fermentació, que va ser identificat més endavant. Actualment, la majoria de les cerveses industrials són produïdes segons aquest sistema. Dins de la categoria de les cerveses Lager, les pils, originàries del poble de Pilsen són fetes amb malts de Moràvia i, sobretot, llúpol Saaz.

### Producció industrial

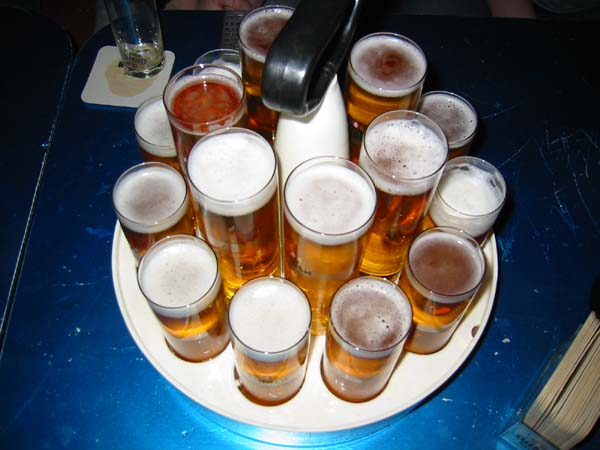
Diverses cerveses a punt per ser servides

Des de finals de segle xix, la història de la cervesa es confon amb el desenvolupament de mètodes que en permeten l'elaboració massiva. Fins ben entrats els anys setanta del segle xx, van anar desapareixent grans quantitats de receptes i es va anar uniformitzant mundialment la producció, principalment de cerveses Lager de qualitat mitjana-baixa, alhora que se'n feien i se'n consumien cada vegada quantitats més grans.

### Producció casolana
Als anys 70, va tornar a aparèixer la idea de produir cervesa casolana. De fet, el 80% de totes les cerveses històriques són casolanes o artesanes. Les dones europees van ser excel·lents cerveseres però, com ja s'ha dit, el costum de fer-se la cervesa a casa havia desaparegut. Va tornar a brotar per l'interès que van tenir els elaboradors casolans americans de reproduir les cerveses tradicionals europees, tant que importants elaboradors de mida mitjana han fet cerveses històriques i s'han ressuscitat receptes perdudes. Les associacions d'elaboradors i consumidors van desenvolupar (o propiciar) també el tast i l'apreciació científica o professional de la cervesa. Aquest corrent va travessar l'Atlàntic als anys vuitanta per arribar primer a Anglaterra i després a la resta de països d'Europa. A Catalunya és als inicis del segle xxi quan proliferen les empreses de cervesa artesana que s'estenen arreu del país.

## Ingredients

### Cereals
L'elaboració de cervesa es pot fer amb qualsevol cereal. Tanmateix, actualment l'ordi és el cereal preferit per les seves característiques; la proporció de sucres i proteïnes, i la presència de pellofa fan que aquest cereal sigui el més adequat per a la preparació de cervesa. El cereal ha de ser preparat per tal que els seus sucres siguin més fàcilment fermentats, produint el trencament enzimàtic de les cadenes de midó. Per això cal maltar el cereal (la qual cosa es pot fer amb qualsevol cereal, però només es fa sistemàticament amb l'ordi). En alguns casos (com en el cas del blat de moro), es pot utilitzar, juntament amb els malts d'ordi, altres cereals crus o no maltats i amb una simple cocció (per gelatinitzar el midó) els enzims del malt d'ordi o enzims addicionats externament poden produir el trencament del midó.

#### Classes de malts[24]

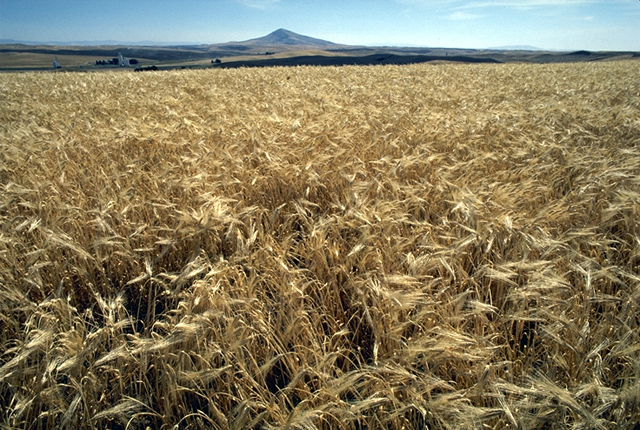
Una plantació d'ordi

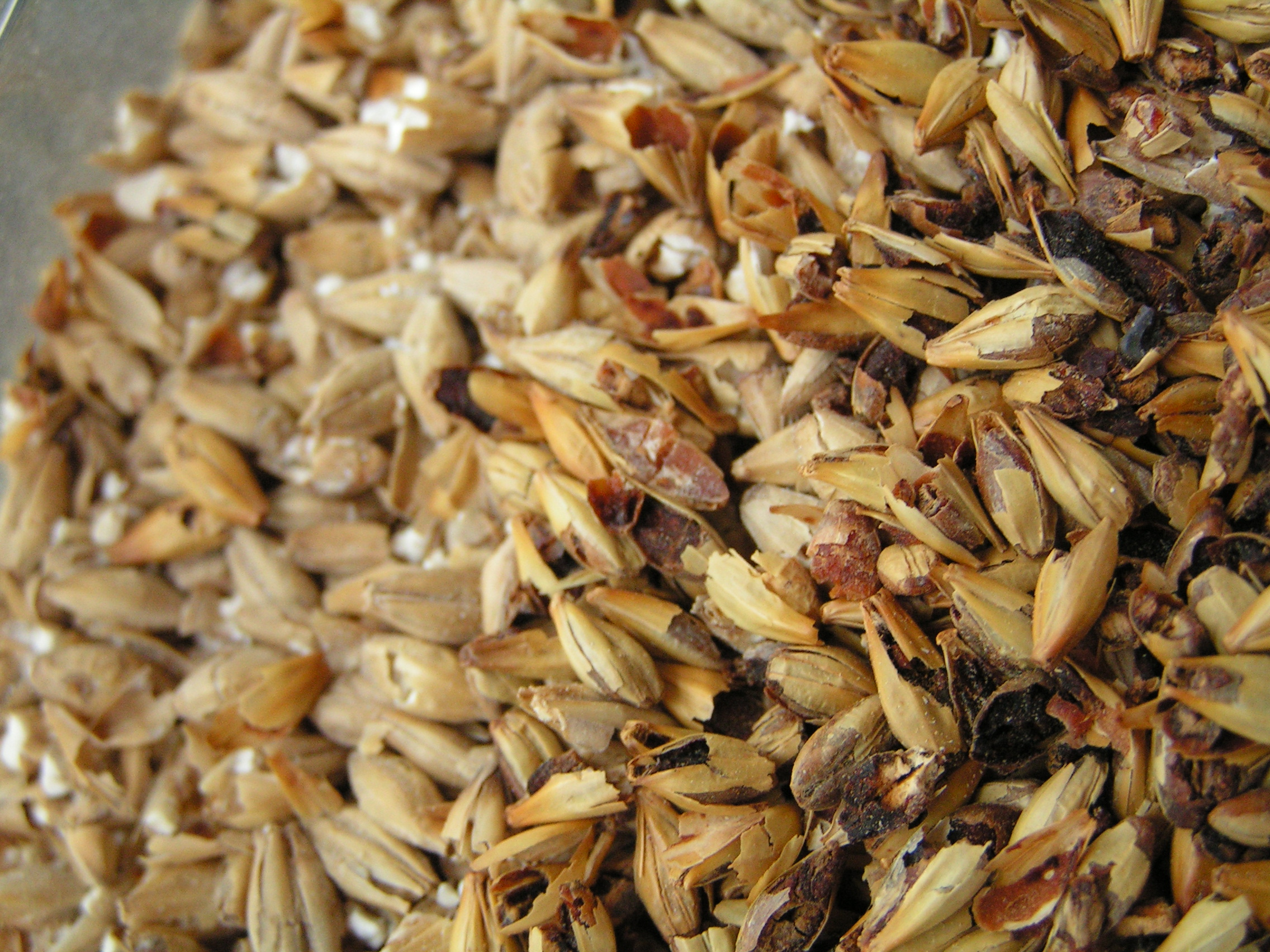
Malt crystal

Els diversos cereals que es fan servir per a la cerveseria tenen cadascun varietats botàniques que multipliquen les possibilitats de triar de l'elaborador. En l'elaboració de cervesa s'utilitza principalment malt d'ordi (s'hi poden trobar desenes de varietats comercials amb diferents característiques) i després es poden utilitzar altres cereals maltats o en altres formes (coneguts com a adjunts). Els tipus de malts més significatius es poden classificar en:	
- Malts base: clars, poc fornejats amb gran poder diastàsic (poder enzimàtic per transformar el midó en sucres durant la maceració), formen la més gran part o la totalitat de l'engranada. La seva alta capacitat enzimàtica permet que processin midóns d'altres fonts (adjunts no maltats o malts amb baix poder diastàsic). Alguns exemples d'aquests malts poden ser els malts lager, pale, vienna o munich, segons el procés de maltatge, grau de torrefacció i el nom comercial.
- Malts caramel·litzats o crystal: Són malts més torrats que els malts base, que poden aportar coloracions des de les ambrades fins a les marrons intenses, depenent del grau de torrat poden conservar o no part del seu poder diastàsic. Aquests malts són assecats amb un procés diferent de la resta, escalfant-lo humit a temperatures properes als 70 °C. Això produeix la formació de sucres simples (un procés similar al que ocorre durant la maceració) que caramel·litzen en el curat posterior del gra. Depenent de la temperatura de curat tindrem coloracions i característiques sensorials més o menys intenses. Així, en aquests malts a més de la reacció de Maillard que es produeix en els malts en escalfar-los a altes temperatures, també es produeixen reaccions de caramel·lització (entre sucres) que li aporten un perfil sensorial més dolç (tant respecte de gustos com a aromes). Aquests malts són coneguts a Anglaterra com malts crystal i a Alemanya com a malts caramel. Existeixen diversos tipus de malts depenent de les condicions de torrat que poden aportar tot un ventall d'aromes i gustos a la cervesa, a més de millorar la percepció de cos, retenció d'escuma o altres característiques de la cervesa final. Igual com en els malts torrats, normalment no se n'empra més d'un 30% del total de l'engranada.
- Malts torrats: de color fosc, de marró rogenc a negre, molt fornejats i amb gens de poder diastàsic. Solen ser usats en petites quantitats per incidir sobre el color i/o el gust de la cervesa. N'hi ha, doncs, una gran varietat entre les quals es poden distingir entre els «malts xocolata» (de coloració més clara, tot i fosca) i els «malts negres» (més foscos). Dins d'aquesta secció s'inclou també l'ordi torrat (en anglès roasted barley), que correspon a grans d'ordi sense maltar torrats en condicions similars als malts negres, que aporten coloració negra i un gust torrat més sec (amb menys dolçor), característic d'alguns estils de cervesa com les stout. S'empren en baixa proporció (menor al 20%) en estils de cervesa negre o en quantitats molt menors per ajustar el color en cerveses torrades.
- Malts fumats: Malts que són assecats en presència de fums provinents de fustes seleccionades (com el faig) o torba (típiques del whisky escocés), aporten aromes fumades a la cervesa, apreciades en alguns estils tradicionals i en receptes de cervesa artesana.
- Malts tècnics: Malts que són emprats no perquè afegeixin coloració o sabors característics a la cervesa sinó perquè poden ajudar el procés cerveser; exemples en serien els malts àcids (que ajuden a regular el pH del most) o els malts diastàsics (amb una alta concentració d'enzims que permeten processar grans quantitats d'adjunts crus).
- Malts d'altres cereals diferents de l'ordi: Com podrien ser de blat, sègol o civada. Aportaran característiques i gustos diferents depenent del cereal i també poden existir-ne distintes varietats (per exemple; malt de sègol caramel·litzat o malt negre de blat). Es poden utilitzar per a replicar estils tradicionals o en estils innovadors de cervesa artesana.

#### Altres adjunts
A part dels malts, es poden utilitzar cereals en diferents formes en l'elaboració de cervesa, habitualment en petites quantitats per a aportar característiques especials a la cervesa o en proporcions majors com a fonts de midó (sucres) alternatives als malts:
- Cereals crus: S'utilitza el gra cru del cereal, per aportar característiques (augmentar el cos, per exemple) o donar gustos de cereal al producte final, o com a font més econòmica de midó. Depenent del tipus de gra, pot necessitar una cocció prèvia al macerat per a gelatinitzar el midó i fer-lo accessible pels enzims dels malts. Alguns exemples serien l'arròs o el blat de moro emprat en cerveseries de gran producció, el blat emprat en els estils de cerveses belgues de blat (witbier).
- Flocs de cereal: Es tracta el cereal en un corrent de vapor a alta temperatura cosa que fa que aquest s'infli i després es lamina, acostuma a aportar contingut en proteïna a la cervesa que en millora la percepció en boca o la retenció d'escuma. Per exemple s'utilitzen flocs de blat o de civada.
- Cereals processats: Cereals que s'han processat, normalment per aïllar-ne el midó (sigui en pols o en fraccions més grans) per al seu ús en cerveseria de gran consum.
- Sucres: Es poden emprar com a adjunts i són tradicionals d'algunes cerveses belgues, normalment no s'addicionen durant la maceració sinó en la fase de cocció de la cervesa,

### Additius aromàtics

#### Llúpol

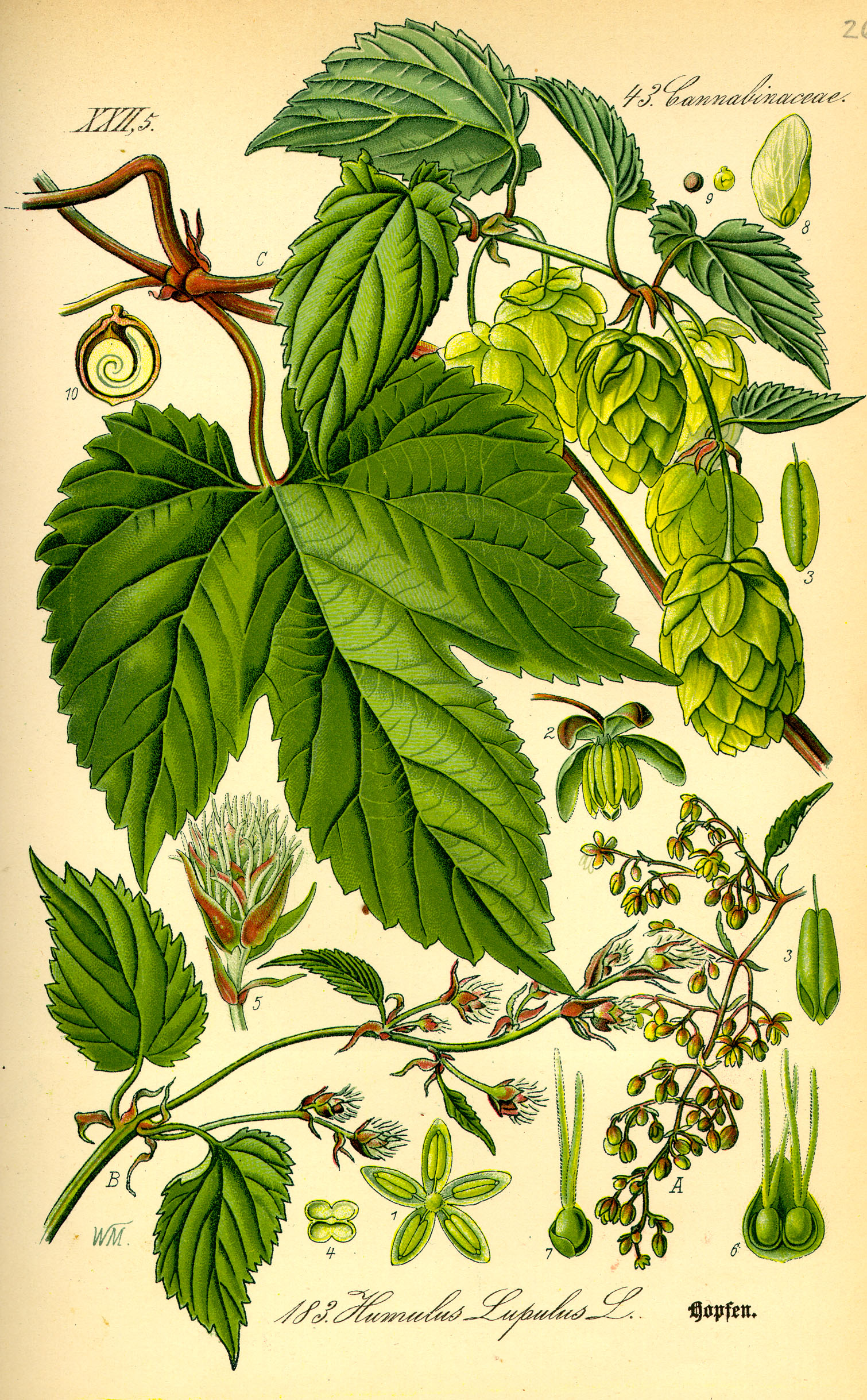
Llúpol

Actualment, en l'elaboració occidental de la cervesa, l'additiu principal que es fa servir per compensar la dolçor del malt és el llúpol (Humulus lupulus). D'aquesta planta, el que es recull és la flor femella sense fecundar. En ella, a la base de les bràctees, hi ha unes glàndules que contenen la lupulina, on trobem les resines que contenen els àcids alfa, precursors dels components que aporten amargor a la cervesa (àcids iso-alfa) i els olis essencials que aporten aromes i gustos diversos (cítrics, vegetals, especiats…) al producte final. El gust que dona el llúpol a la cervesa varia segons les varietats conreades i la manera de procedir. Si es bullen les pinyes durant períodes llargs amb el most de la cervesa, donarà un gust amarg; si s'afegeix el llúpol al final de la cocció (amb menor temps d'ebullició) o en moments posteriors (fermentació i maduració), aportarà més aromes i gustos, i menys amargor. L'amargor de la cervesa es mesura en IBU (Unitats Internacionals d'Amargor) que corresponen a les parts per milió d'àcid iso-alfa contingudes en la cervesa. A més, els àcids de les resines ajuden a conservar la cervesa, ja que presenten activitat antimicrobiana que evita que alguns microrganismes puguin fer-la malbé.
Existeixen nombroses varietats botàniques de llúpol que són l'objecte de recerques intenses. Les característiques de les flors dependran de la varietat i de les condicions de creixement de la planta (localització i clima). Per a l'elaboració de cervesa es poden classificar en diferents categories: 
- Llúpols amargs: aquests llúpols són els que aporten més àcids amargs que aromes, típicament tindran continguts en alfa àcids superiors al 7% (respecte al pes total de la flor de llúpol). Trobem exemples clàssics originaris d'Anglaterra com el Brewer's Gold i el Northern Brewer o també varietats desenvolupades als Estats Units com podrien ser el Galena o el Chinook. Actualment, s'han desenvolupat varietats conegudes com a llúpols d'alt contingut en alfa, perquè presenten percentatges d'alfa àcid més elevats, molts cops propers o superiors al 15%, exemples podrien ser-ne el llúpol Columbus (EUA) o el Magnum (Alemanya).
- Llúpols aromàtics: lògicament, aquests aporten més elements aromàtics que amargs. En aquest apartat es coneixen especialment el Zatec (Saaz en alemany) que defineix l'estil pils de cervesa, el Spalt i el Tettnang en l'àrea alemanya, els golding i fuggles a la Gran Bretanya, i varietats com l'Amarillo als EUA.
- Llúpols de doble propòssit: Hi ha llúpols mixts que aporten ambdues característiques juntes, tradicionalment menys accentuades. Aquesta categoria és molt variable i està mal definida. Tanmateix, es podrien citar a Alemanya el Hallertau i sobretot els seus derivats botànics així com el Hersbrucker, als EUA el llúpol Cascade o el Mosaic, i a Anglaterra el Pilgrim.

Val a dir que aquesta classificació és només orientativa i no té per què condicionar els ussos de cada varietat (sobretot en cerveseries més modernes amb ganes d'experimetar). A més, actualment és habitual trobar llúpols que presenten al mateix temps amargor i aromes intenses.
El llúpol és molt delicat. Només es pot usar en fresc el mateix dia o pocs dies posteriors a la seva collita (la collita coincideix amb la de la vinya: a l'hemisferi nord de finals d'agost a octubre, segons les varietats i el lloc). Fora d'aquest temps s'ha de condicionar, de manera que el mercat presenta diverses formes, com poden ser la flor de llúpol assecada, els pèl·lets, l'extracte o productes avançats de llúpol (més processats i pensats per a situacions específiques). Lògicament, a cada manipulació es van modificant les característiques, sense tenir el mateix resultat organolèptic usant un llúpol acabat de collir, assecat o un oli concentrat.

#### Altres additius

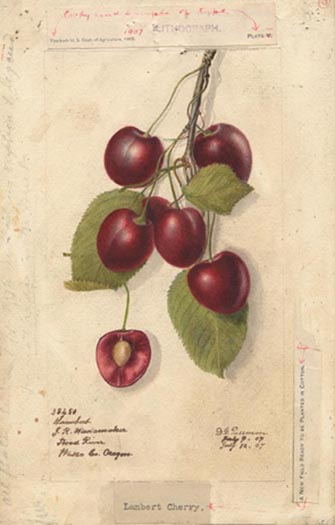
Cireres (varietat Lambert)

A part del llúpol, hi ha hagut diversos altres additius botànics:
- Fruites: en una operació ulterior a la fermentació se li afegeix fruita, suc de fruita o xarop, procedint així a una addició de sucres que provoquen una segona fermentació. Els tipus històrics són la cervesa de cirera (Kriek) i la de gerd (Frambozen). N'existeixen de molt més recent invenció, de kiwi, d'albercoc, o de plàtan, per exemple. Aquestes especialitats són típiques i gairebé exclusives de la vall del Senne a Bèlgica. En cerveseries més modernes es poden emprar fruites com a additiu en diferents estils i en diferents moments del procés, així són habituals les cerveses amb fruites d'estils com Berliner Weisse o IPA, i se'n poden trobar en moltes referències de cervesa artesana.
- Plantes: cànem, romaní, flor de bruc, vesc, murta de Brabant, castanya, etc., soles o afegint-hi llúpol.
- Espècies: molt utilitzades en el passat. Actualment, encara es fan cerveses aromatitzades amb gingebre, coriandre, pela de taronja de Curaçao, pebre, nou moscada, macís, etc.
- Altres: qualsevol cosa que quedés bé a gust de l'elaborador, com mel, molt emprada a les petites braseries franceses. La cervesa de pícea és una beguda aromatitzada feta, entre altres ingredients, amb les gemmes, fulles, o l'essència de parts dels arbres del gènere Picea. La pícea ha estat un ingredient tradicional per a donar gust a les begudes en les comunitats de l'hemisferi nord on no es conrea el llúpol. El producte obtingut pot ser tant alcohòlic com no alcohòlic. Les aromes que s'aconsegueixen amb la pícea són diverses, com ara aromes florals, cítriques, afruitades, de beguda de cola, resinoses i de pi. Això depèn del moment de la collita, les espècies de pícees emprades i la manera de preparació. Els brots frescos de pícea (i d'altres coníferes) són una font de vitamina C.[30] El Capità Cook es va proveir de cervesa de pícea durant els seus viatges per tal d'evitar l'escorbut.[31]

### Aigua
L'aigua constitueix entre el 85% i el 95% de la cervesa.
A part de les característiques bacteriològiques i minerals de potabilitat, cada tipus o estil de cervesa requereix un tipus diferent d'aigua. Actualment, gairebé totes les cerveseries tracten les aigües de manera que aquesta sempre tingui les mateixes característiques per una mateixa recepta de cervesa.
Els minerals que tenen un efecte més important en el procés d'elaboració i les característiques finals de la cervesa són:
- Calci: regula el pH de la maceració, fet que augmenta l'extracció del malt i en rebaixa el color. També ajuda a disminuir la terbolesa i beneficia la floculació dels llevats un cop acabada la fermentació.
- Sulfats: reforcen l'amargor i la sequedat del llúpol.
- Clorurs: donen una textura més plena i reforcen la dolçor.

### Ferments
Vegeu Rent

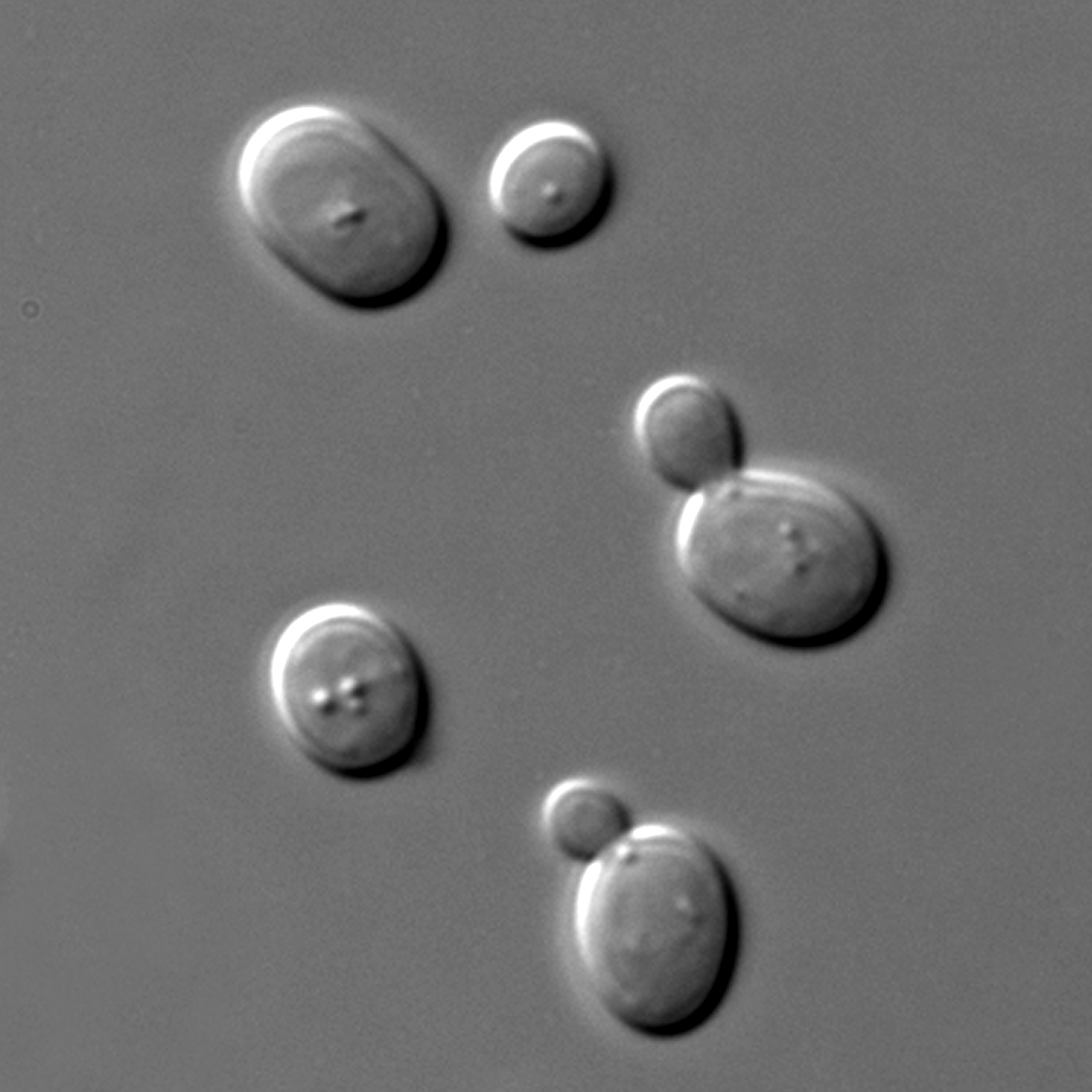
Llevat de l'espècie Saccharomyces cerevisiae

Els ferments són aquells microorganismes que realitzen la fermentació. En la cervesa es fa servir el Saccharomyces, un gènere de fongs unicel·lulars.
D'aquest microorganisme, n'existeixen dos tipus bàsics diferents que defineixen els dos grans grups estilístics de cerveses, la fermentada en superfície i la fermentada en profunditat.
- Saccharomyces cerevisiae: és el que es troba normalment en la natura. Actua a temperatures d'entre 12 a 24 °C i se situa a la superfície del most. Les cerveses aconseguides amb aquest ferment són dites d'«alta fermentació» o fermentació ale. Existeixen moltes variants adaptades a cada estil de cervesa. En especial existeix l'anomenat ferment Weizen i que aporta a les cerveses de forment del sud d'Alemanya el seu gust característic.
- Saccharomyces pastorianus (o S. carlsbergensis): una varietat del primer desenvolupada involuntàriament pels cervesers del sud d'Alemanya que sotmetien les seves cerveses a una maduració a les baixes temperatures de coves dels Alps. Actua a temperatures d'entre 7 i 13 °C i sol situar-se al fons del fermentador. Les cerveses aconseguides amb aquesta varietat són dites de «baixa fermentació» o fermentació lager.
- Altres: també poden intervenir altres ferments, donant lloc a cerveses anomenades de «fermentació espontània», «fermentació mixta» o «fermentació làmbica» (diferents estils i productes que d'una forma global es coneixen com a «cerveses àcides»). En aquestes cerveses, l'elaborador pot inocular de forma controlada més d'una espècie de llevat o bacteri o, per altra banda, no selecciona cap llevat sinó que permet que tots els ferments en suspensió a l'aire s'introdueixin dins del most durant l'etapa de refredament. En aquest cas s'hi poden instal·lar, a més del Saccharomyces, més de 50 altres ferments entre els quals cal citar els Lactobacillus i Pediococus que produeixen àcid làctic, els Acetobàcter que produeixen àcid acètic i els llevats salvatges Brettanomyces que aporten aromes i sabors distintius a aquestes cerveses, vistos com a aromes defectuoses en altres estils.[33] Aquestes cerveses són, doncs, àcides per definició. La seva elaboració pot requerir procediments especials destinats a rebaixar l'acidesa (com per exemple, l'addició de fruites per equilibrar-ne el gust). Lactobacillus són els agents de deterioració més importants, Lactobacillus brevis s'associen amb la deterioració en particular de la cervesa.[34]

## Elaboració

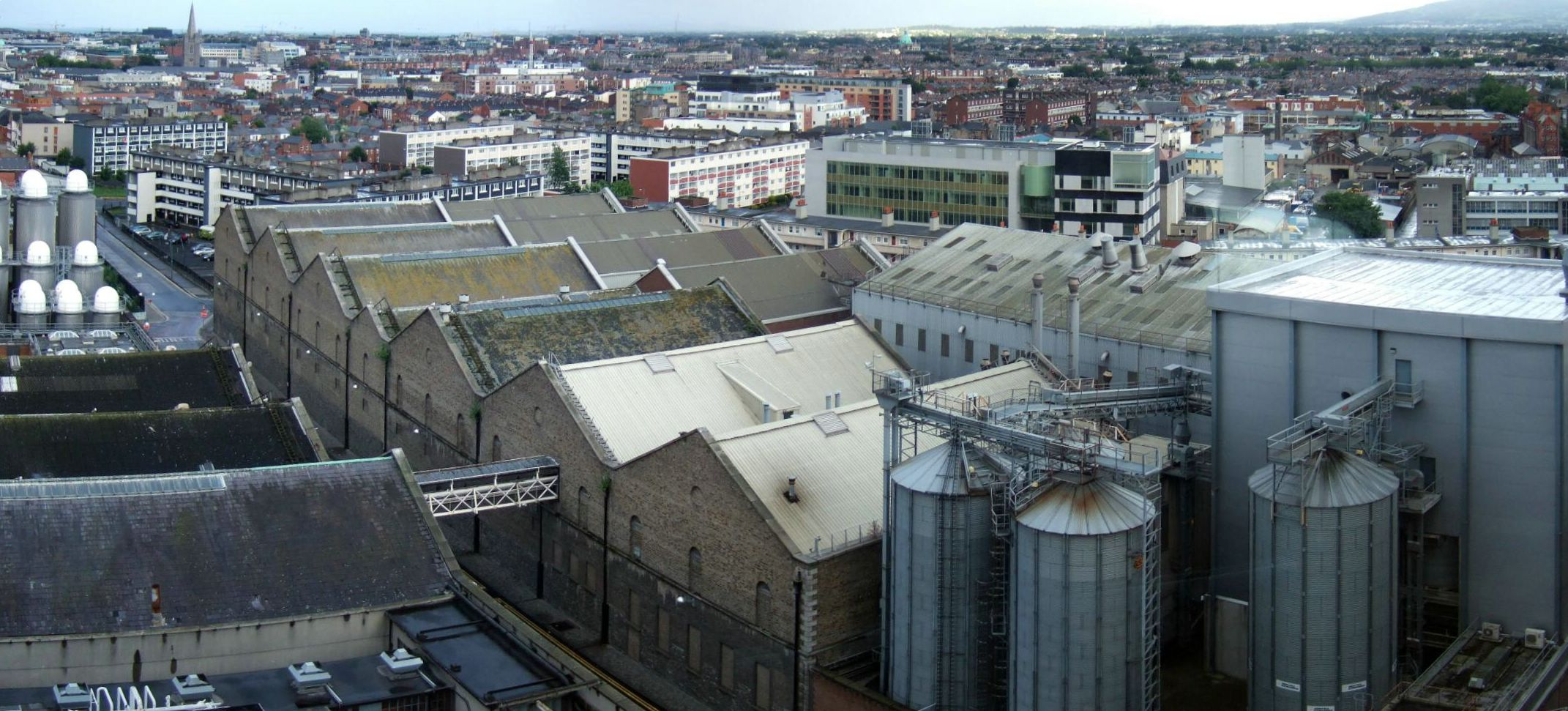
Fàbrica de la cervesa Guinness.

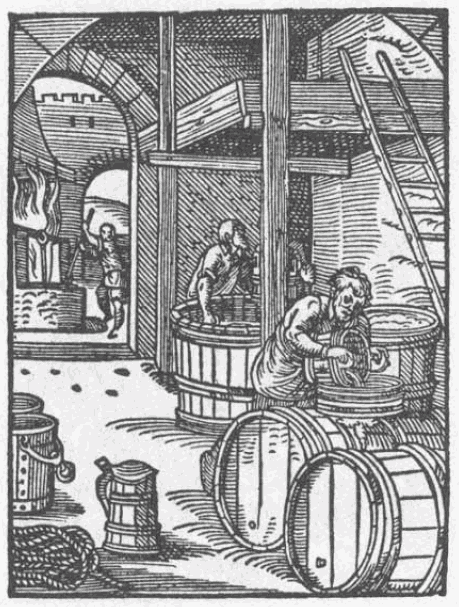
Elaboració de cervesa al, obra de Jost Amman, 1568

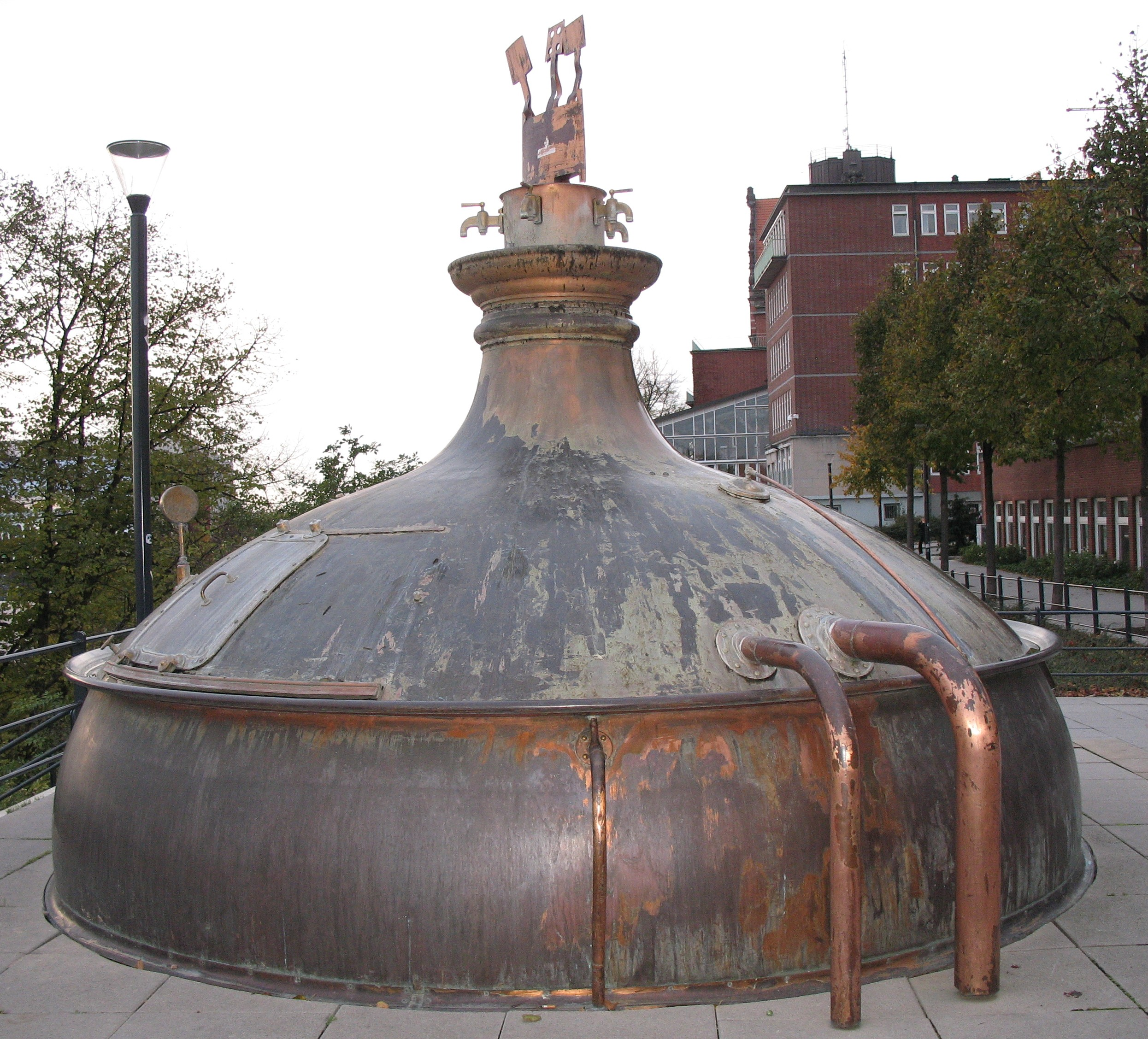
Olla de cocció antiga a Holsten-Brauerei Hamburg

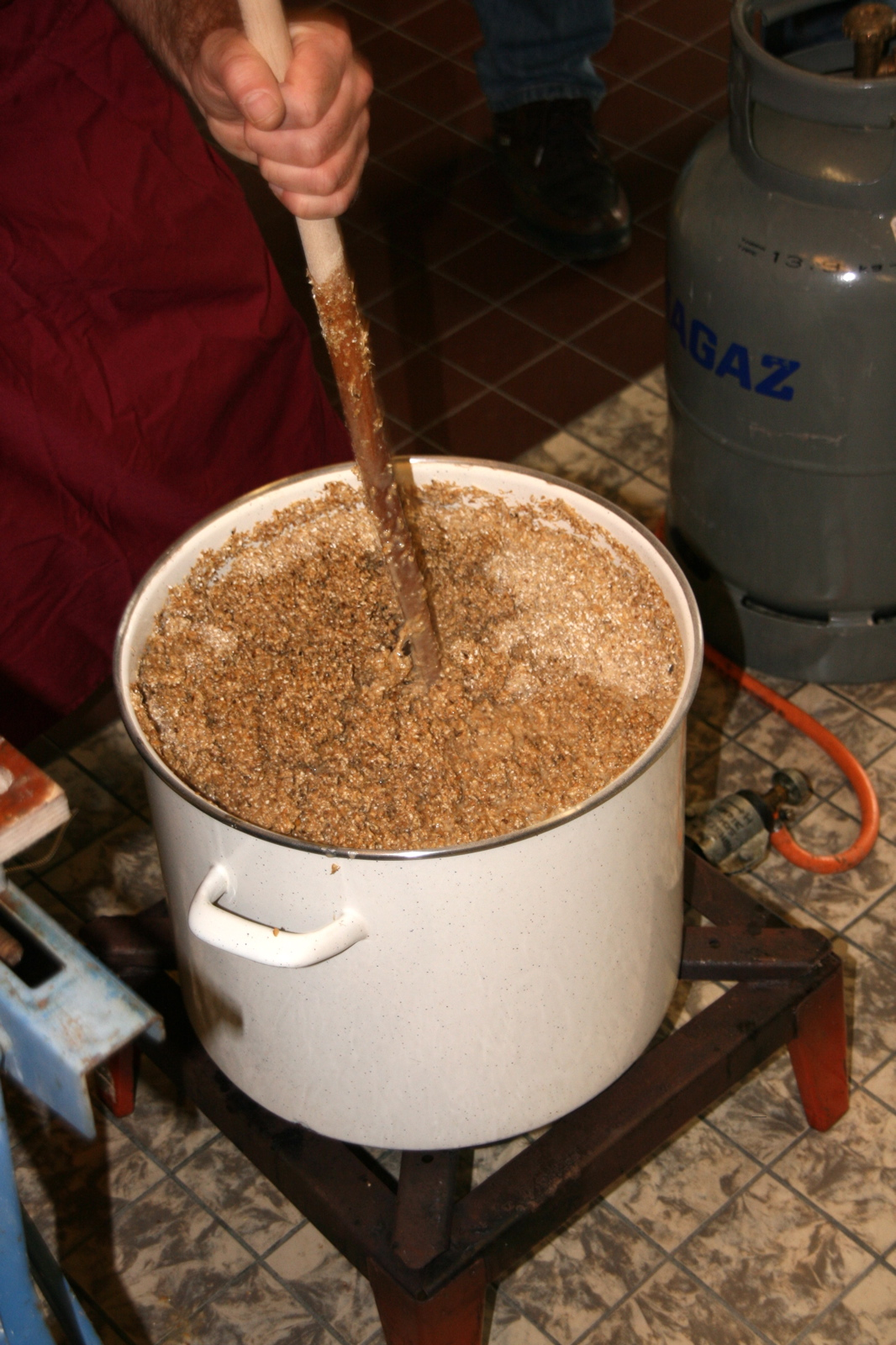
Cocció casolana

- Maltatge: els sucres que conté el gra d'ordi no són immediatament accessibles i, en una fase prèvia, cal activar uns enzims presents en el mateix gra que participaran en la reducció de les llargues cadenes de sucre. Aquesta operació consisteix simplement a fer germinar els grans. Primer s'hidrata el gra submergint-lo en aigua, fins a arribar a continguts alts d'humitat en el gra (d'un 10-12% inicial a més del 40%).[35] Quan el nivell d'hidratació és l'adequat, s'inicia la germinació.[36] Seguint aquest procés, quan hom estima que l'activació enzimàtica deguda a la germinació es troba en el seu punt òptim, es dona per finalitzat aquest procés. El producte així aconseguit es diu «malt verd». Després, s'asseca,[37] primer a temperatures moderades, inicialment menors a 50 °C fins que la humitat del gra està per sota del 10% en pes, llavors s'incrementa fins a uns 75 °C per acabar l'assecament. Depenen del tipus de malt, després cal fornejar-lo (curar-lo). A baixes temperatures, la torrefacció és mínima i obtindrem malts base. A mesura que hom augmenta la temperatura del forn, els malts resultants són cada cop més foscs. Poden arribar al punt de cremació produint malts negres. El grau de torrefacció del malt determina el color de la cervesa.

Tots els altres cereals coneguts es poden usar en la seva forma maltada per bé que aquest procediment només sigui indispensable en el cas de l'ordi. En aquest cas, el maltatge serveix per aconseguir aromes diferenciades o efectes tècnics concrets.
- Molta: Procés en què es fan passar els diferents grans que intervenen en la recepta, maltejats o no, per un molí amb el fi de trencar-los. Depenent de la tecnologia disponible a la cerveseria, la molta serà més gruixuda (cas de cerveseries artesanals) o més fina (cerveseries de gran producció amb millors sistemes de filtratge), per facilitar durant el procés de maceració la dissolució dels sucres que contenen. Es pot incloure una etapa d'Engranada on es barreja en sec els diversos grans ja molts. La proporció i quantitat dels constituents definirà el perfil de gra, el color i altres característiques de la cervesa.
- Empastatge: Hom barreja el gra amb l'aigua cervesera a una temperatura que pot oscil·lar entre els 37 °C pels procediments de maceració esglaonada fins als 60-67 °C pels processos de maceració simple. La proporció entre kg de malt i litres d'aigua emprats dependrà de l'equip i pot condicionar algunes característiques de la cervesa, normalment es troba en uns 2,5-3 litres d'aigua per kg de malta, tot i que pot ser superior.
- Maceració:[38] Cal sotmetre la barreja de malt i aigua a una sèrie d'operacions destinades activar diversos enzims que redueixen les cadenes llargues de sucres en sucres més simples i fermentables. Principalment, es tracta de fer passar la mestura per diverses etapes més o menys llargues de temperatura, cada etapa essent òptima per a enzims diferents. Es parla de maceració simple quan aquesta només té una etapa (a una temperatura entre 60 i 67 °C, on actuen principalment les amilases que transformen els midons del gra en sucres fermentables) i hom es refereix a maceració esglaonada quan la maceració inclou diverses etapes a diferents temperatures per a aconseguir altres objectis a més de la sacarificació, com podria ser per exemple, un descans a uns 50 °C per degradar proteïnes del malt. En processos on s'utilitza una gran quantitat de cereal cru (sense maltar) com arròs o blat de moro, aquest procés pot incloure una pre-cocció d'aquests cereals (a temperatures superiors a 80 °C)[39] per tal de gelatinitzar-losi unir-los després al macerat amb els malts d'ordi.
- Final de maceració: Quan l'elaborador considera que el líquid conté tots els elements necessaris per a la seva recepta, atura totes les operacions químiques portant el líquid a una temperatura superior a 75 °C (normalment vora els 78 °C). A aquesta temperatura s'inactiven els enzims del malt. Aquesta etapa és opcional i no es realitza sempre.
- Filtratge:[40] Cal retirar la brisa (o bagàs) del líquid. Això es fa per filtratge. El resultat és, per una banda, el most, un líquid que conté tot allò que l'elaborador ha extret del gra i que es troba dissolt en aigua i, per altra banda, la brisa de malt que habitualment serveix de farratge, però que troba nous usos com a primera matèria d'alta qualitat. Per a aconseguir una bona netedat del most (que no contingui restes sòlides de malt), el mateix líquid es recirula a través del llit filtrant de cereals fins que la terbolesa del most filtrat és l'adequadai aquest es passa a l'olla de cocció.
- Rentatge del bagàs (sparging):[41] El bagàs, encara xop del most, es renta amb aigua calenta (típicament a una temperatura entre 75-78 °C) per tal d'acabar d'extreure els sucres adherits a aquest. Les aigües de rentat s'uneixen al most inicial fins a obtenir el volum i densitat (concentració de sucres) previstos per l'elaborador. La brisa de malt esgotat es retira i s'utilitza habitualment per a l'alimentació animal.
- Cocció i addicions de llúpol:[42] L'elaborador sotmet el most a una cocció d'entre un quart d'hora a 2 hores. Aquesta cocció serveix principalment per destruir tots els microorganismes que hagin pogut introduir-se en el most, sedimentar proteïnes del malt i reduir el volum de líquid. Durant aquesta etapa s'introdueixen els llúpols.[43] Els que aporten principalment amargor són introduïts al principi (i es bullen durant períodes llargs, superiors a 60 minuts) mentre que els aromàtics entren cap al final d'aquesta etapa. Acabada aquesta operació, hom procedeix a retirar les restes de llúpol, normalment per algun sistema de filtració o centrifugació del residu de llúpol. En aquest moment, el most és un brou de cultiu que podria infectar-se molt ràpidament.
- Refrigeració: Com que no es pot inocular el ferment a temperatures més altes que 35 °C, i per evitar que qualsevol altre microorganisme entri en el most, se'l refreda com més ràpidament millor. Es poden emprar equips com bescanviadors de calor de plaques, serpentins o altres elements refrigerants. Aquesta etapa pot incloure un procés d'aireaciò o oxigenació,[44] on es barreja oxigen al most per aconseguir un inici més òptim del procés de fermentació.
- Inoculació del ferment: L'elaborador inocula un cultiu del ferment que ell mateix ha desenvolupat o que ha obtingut comercialment, o en un banc de ferment. Generalment, la inoculació del llevat es realitza a una temperatura propera als 20 °C per cerveses ale i temperatures inferiors per cerveses lager.
- Fermentació:[45] El ferment primer es reprodueix molt activament consumint l'oxigen contingut en el most durant la primera fase de la fermentació. Quan s'acaba l'oxigen, el ferment comença a fermentar, processant el sucre de forma anaeròbia i el transforma en etanol i diòxid de carboni. Aquestes etapes poden cobrir típicament entre 2-3 dies i tres setmanes.
- Maduració: Finalitzada la fermentació, la cervesa rep un temps prudencial de maduració normalment a una temperatura més freda que la fermentació. El temps de maduració en fred en cerveses estàndard pot anar d'una o dues setmanes a tres mesos (per a l'elaboració tradicional de cerveses lager).[46] Aquest procés ajuda a clarificar la cervesa i arrodonir-ne el gust. Alguns tipus de cervesa ja fets per a ser madurats molt de temps poden ser sotmesos a maduracions de fins a tres anys, normalment en bótes de fusta.
- Envasat:[47] Després de la maduració, depenent de la tecnologia disponible, la cervesa pot filtrar-se abans de ser envasada, sigui en barrils, ampolles o llaunes. Durant aquesta fase és important assegurar l'hermeticitat dels envasos i minimitzar la presència d'oxigen. Les cerveses de gran producció són pasteuritzades un cop envasades. A les cerveseries de gran producció es carbonata la cervesa de forma forçada (ajustant la pressió del líquid amb CO₂), mentre que en mètodes més artesanals es pot realitzar una segona fermentació: s'addiciona una petita proporció de sucre (o most) i, opcionalment, també de ferment fresc a les cerveses abans de l'envasat. Això provoca una segona fermentació en ampolla, responsable de l'efervescència d'aquest tipus de cervesa. Aquest procés fa necessària una guarda prèvia a la comercialització de les ampolles de 2-3 setmanes a temperatura controlada.

## Classificació
Existeixen diversos criteris de classificació de les cerveses. Les diverses associacions i els experts es posaren d'acord en els anys 70 per elaborar una classificació de les cerveses basades en aquests criteris i en les descripcions dels mateixos elaboradors.

### Criteris de classificació
Els diferents tipus clàssics de cervesa que han anat apareixent des del segle xviii són anomenats «Estils». Aquests estils s'han desenvolupat espontàniament, especialment en funció dels ingredients que l'elaborador tenia al seu abast en èpoques de dificultosa comunicació. Actualment, existeixen institucions que estandarditzen i defineixen les característiques dels diversos estils i subestils. Però per al coneixement teòric, s'han fet servir, a part de l'autodenominació de cada zona, els criteris de distinció següents:
- Tipus de fermentació:
  - Alta fermentació (inclou les de fermentació espontània). Les cerveses de fermentació alta o de tipus Ale fermenten a temperatures més altes, entre els 15 °C i els 20 °C, i ocasionalment per damunt dels 24 °C. Les cerveses d'alta fermentació s'elaboren amb l'escuma de la part superior del most. Les cerveses de tipus Ale es poden beure en general tres setmanes després del començament de la fermentació; tanmateix algunes varietats poden oferir envelliments que van des d'alguns mesos fins a anys. Poden variar el color, des de ser molt pàl·lides fins a assolir colors negres opalescents. Anglaterra és el millor exemple de cervesa de tipus Ale. Excepte les variants de pils o lager la majoria de les cerveses especials belgues són de fermentació alta.
  - Baixa fermentació. Encara que la natura dels llevats no va ser perfectament compresa fins que l'investigador Emil Christian Hansen de la Carlsberg brewery a Dinamarca va aïllar una cèl·lula de llevat al segle xix, els fabricants de cervesa a Baviera tenien experiència centenària a l'ús de llevats de fermentació de baixa temperatura mitjançant l'ús de llevats de tipus Lager, emmagatzemant-les (Lagern) a les coves alpines.[49] Aquest procés de selecció natural permetia que els llevats resultants («llevats salvatges») poguessin romandre actius mentre la cervesa era emmagatzemada en coves. Els llevats de tipus Lager tendeixen a ésser recol·lectats del fons del cubell de fermentació i és aquesta la raó per la qual s'acostumen a denominar com a cerveses de fermentació baixa. Les cerveses Lager són fermentades a temperatures més baixes, prop de 10 °C, comparat amb una fermentació Ale a temperatures de 18 °C. Durant el procés s'emmagatzema la cervesa en fred, en condicions molt properes al punt de congelació, aquest emmaguetzematge pot durar entre unes setmanes i alguns mesos.[50] Durant l'emmagatzematge o procés de Lagering, la cervesa desenvolupa una aroma i gust especial. Els components de sofre desenvolupats durant el procés de fermentació es dissipen. La popularitat de la cervesa lager va créixer força quan es van desenvolupar de manera eficient els sistemes de refrigeració a començaments del segle xx. És una errada molt comuna creure que totes les Lagers són clares de color, però això no és cert: les cerveses de tipus Lager poden variar des de les clares fins a les fosques, igual que les cerveses de tipus Ale.
  - Fermentació mixta: Aquest grup inclou tota una sèrie de cerveses que són fermentades amb més d'un tipus de microrganisme. Generalment, es realitza una fermentació ale juntament amb altres processos realitzats per llevats salvatges (per exemple els Brettanomyces) o bacteris (com els Pediococus). L'actuació d'aquests altres microrganismes pot ser anterior (acidificacions en la maceració o cocció), simultània o posterior (en el cas de cerveses madurades en botes) a la fermentació alcohòlica principal. Generen cerveses amb gustos en general més àcids i, en alguns casos, més semblants al vi. Són habituals les addicions de fruites o altres ingredients per equilibrar-ne el sabor. Sovint es cataloguen de forma global com a «cerveses àcides» i hi ha tant estils tradicionals (cerveses làmbiques, cerveses roges flamenques o les Berliner Weisse) com estils moderns desenvolupats o reinterpretats arran de l'esclat de la producció de cervesa artesanal als EUA.
- Ingredients
  - Es distingeixen segons el tipus de gra. Habitualment, se sol indicar amb quin gra s'ha elaborat la cervesa quan no ha estat elaborada exclusivament amb malt d'ordi: cervesa de blat, de civada, etcètera. A la majoria dels casos es tracta d'una barreja de malta d'ordi i del gra indicat. No se sol indicar amb quin llúpol està feta la cervesa, però existeix un estil particular que es defineix per l'ús d'un en particular: es tracta de la cervesa Pils o Pilsener, que originalment havia de fer-se amb mal d'ordi de Moràvia i llúpol de Žatec (o Saaz) de Bohèmia. També es poden anomenar Pils a algunes imitacions històriques alemanyes elaborades amb malt d'ordi i llúpol molt semblants (Spalt) a la Pils original.[51] També és habitual distingir els estils per la procedència dels seus ingredients, per exemple; American Pale Ale seria una cervesa de tipus pale ale amb llúpols (i malts) americans.[52] El llúpol també condiciona l'amargor de la cervesa (en forma d'IBU) i aquest valor també pot ser indicatiu per distingir diferents estils. Les cerveses que contenen ingredients diferents del malt i al llúpol, com fruites, altres verdures, espècies també se solen classificar de manera separada.
- Aspecte:
  - Moltes cerveses reben el distintiu del seu color: cervesa ambre, vermella, rossa. El color de la cervesa ve determinat principalment pels malts emprats, i es mesura en les escales EBC o SRM. Altres es defineixen per la seva transparència: cerveses tèrboles (o transparents). Normalment, la transparència d'una cervesa pot ser deguda a la interacció de proteïnes en suspensió, procedents del gra, amb els polifenols dels llúpols (terbolesa física) o bé al fet d'haver estat poc filtrada (o gens) i portar llevats en suspensió (terbolesa biològica).[53] Les cerveses negres són anomenades així per l'ús que es fa a la recepta de malts torrats o cremats.[2] Algunes cerveses negres especialment robustes són anomenades normalment stout («robust» en anglès).
- Procediments particulars:
  - Algunes cerveses es defineixen per algun procediment particular: la Rauchbier (cervesa fumada) està feta amb malts que s'han torrat deixant que el fum de la llenya impregni el gra. La Dampfbier o Steambeer es caracteritza pel fet que aquestes cerveses originalment es feien sense tenir els mitjans suficients per refredar el most a temperatures de fermentació lager, el que feia que es produís vapor a causa del refredament o a l'alta carbonatació que tenien aquestes cerveses.[cal citació] No són exactament estils, però es defineixen d'aquesta manera. Algunes cerveses d'Alemanya, a l'hivern, eren servides calentes i a més se solia mullar una barreta de ferro (Stachel) al roig per augmentar la temperatura i caramel·litzar alguns sucres: Stachelbier. Aquest procediment també s'ha descrit a Irlanda. La Steinbier és una especialitat a la qual s'escalfa el most llançant-hi pedres (Stein) molt calentes.[54]
- Procedència o denominació d'origen:
  - Moltes cerveses es defineixen pel seu lloc d'origen o per una denominació d'origen controlada. Cal parlar especialment de les cerveses d'abadia, que solen rebre el seu nom i la seva denominació per la seva relació, no sempre evident ni directa amb algun cenobi. L'exemple més conegut és el de les cerveses Trappistes dependents exclusivament de monestirs d'aquest ordre.[55] Aquestes cerveses solen ser denses i amb un notable contingut en alcohol. Existeixen dues denominacions d'origen: la bière de garde del Nord de França, i la Kölsch que només es pot elaborar a Colònia. També són molt característiques les cerveses regionals, com les cerveses alemanyes o les cerveses artesanals belgues (la Bush, la Binchoise, la de Coninck, etc.), controlades per les administracions públiques.
- Grau alcohòlic:
  - La força o el grau alcohòlic de la cervesa també pot definir-ne l'estil, no és estrany trobar adjectius com session per parlar d'una «cervesa de sessió» més lleugera d'alcohol que els estàndards de l'estil (per exemple, session IPA[56]). Per altra banda, podem trobar adjectius com imperial, strong, doble, dunkel, etc. per definir subestils amb un grau alcohòlic superior a l'estàndard per a aquell tipus de cervesa (per exemple imperial stout o doble IPA).

## Economia
La cervesa no va tenir una producció en massa fins a finals del segle xviii, no adquirint una relativa importància fins a la segona meitat del segle xix. Fins al 1914, els primers productors van ser Alemanya i Gran Bretanya. Des d'aleshores el primer productor van ser els Estats Units. En el període entre guerres la producció mundial va assolir els 250 milions d'hectolitres, estant l'URSS un dels principals productors.
Segons l'Informe Socioeconòmic del Sector de la Cervesa a Espanya de l'any 2007, elaborat per Cervesers d'Espanya i Ministeri de Medi Ambient les vendes de cervesa a Balears, Aragó i Catalunya en aquest any, va ser de 6,4 milions d'hectolitres. El consum per persona a l'any a Espanya és de 56 litres, consum que es triplica a la República Txeca i a Alemanya, que consumeixen una mitjana de 160 i 116 litres per persona i any.

### Grans empreses cerveseres als Països Catalans
- Balear de Cervezas (Actualment propietat de Damm i Cruz del Campo)[58]
- Cap d'Ona[59][60] (Argelers)
- Cervezas El Turia (Actualment propietat de Damm)
- Damm
- Moritz
- San Miguel (va traslladar la seu de Barcelona a Màlaga l'octubre de 2017)[61]

### Microcerveseres i cerveses artesanes als Països Catalans
- Cerveses artesanes dels Països Catalans

## Estils
S'anomenen «estils» els tipus de cervesa segons el seu mètode de producció, ingredients utilitzats i recepta, tradicional, geogràfica o de nova creació.
Molts estils de cervesa es classifiquen com un dels dos tipus principals, Ale i Lager. Els llevats que fermenten a temperatures més càlides, generalment entre 15,5 i 24 C, formen una capa d'escuma en la superfície de la cervesa fermentada, per això se'ls coneix com a llevats de fermentació superior i generalment es classifiquen com a cerveses tipus Ale, sent l'estil més habitual a les cerveses artesanes. Els llevats que fermenten a temperatures més baixes, tenen la capacitat de processar un compost químic conegut com a rafinosa, un sucre complex. Aquests llevats s'acumulen en el fons. La majoria de la cervesa industrial que es produeix avui es fermenta d'aquesta manera i es diu Lager.
Els principals estils són:
Alta fermentació
- Estils alemanys
  - Altbier
  - Kölsch
  - Rauchbier
  - Steinbier

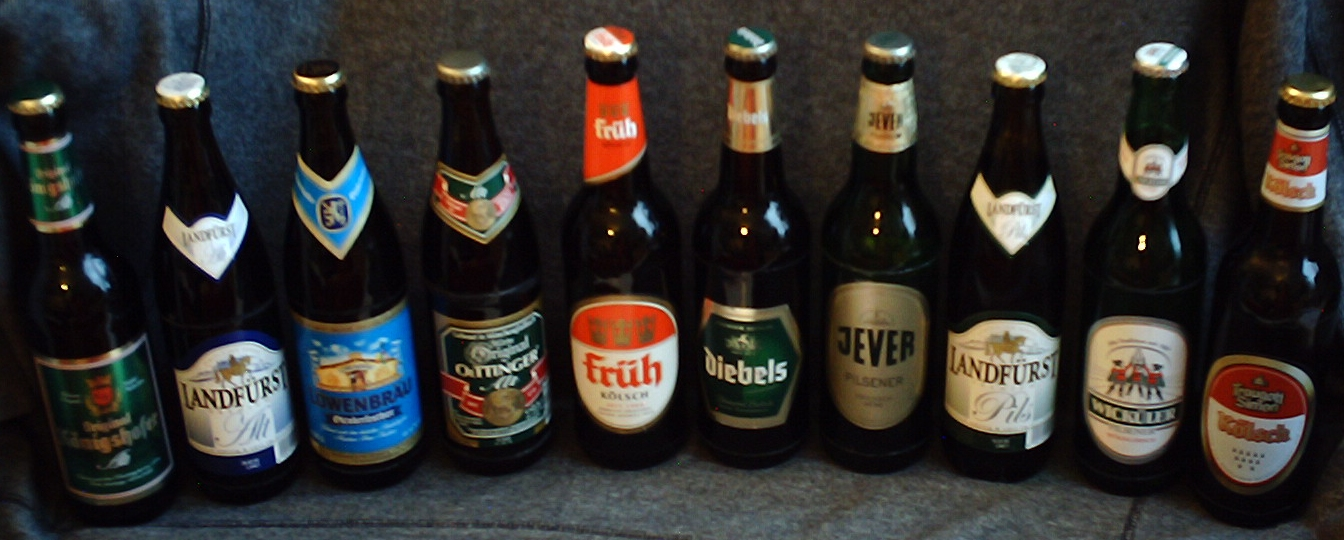
Cerveses alemanyes

  - Weizenbier o Weissbier (blanca o «de blat»)

- Estils Belga/Flamenc/Neerlandès
  - Cervesa d'abadia Bière d'abbaye.

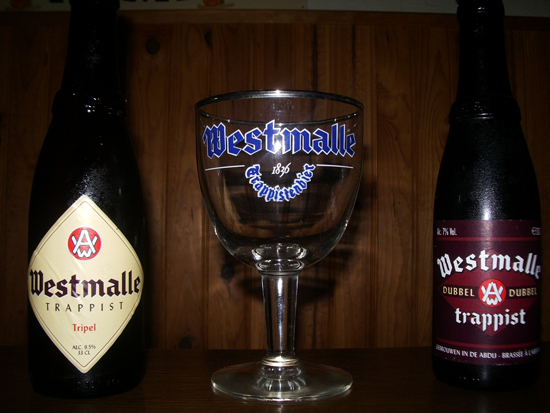
Cerveses trapistes

    - Cervesa trapista Bière trappiste. (feta per monjos trapencs)
    - Cervesa dubbel Bière dubbel. (Abadia fosca)
    - Cervesa trippel Bière trippel. (Abadia clara)

  - Cervesa fruitada Bière aux fruits.
  - Cervesa ambrée (color d'ambre)
  - Bière blanche/Witbier. (blanca o «de blat»)
  - Cervesa blonde Bière blonde. (Lager)
  - Cervesa brune (Negra)
  - Cervesa épicée (amb espècies)
  - Cervesa rossa forta Bière blonde forte.
  - Cervesa vermella (de fermentació mixta)
  - Cervesa de saison (de temporada)
  - Cervesa scotch (d'estil escocès)
  - Cervesa pils belga
  - Cervesa Vieille brune (fosca, més aviat fermentació mixta entre alta i espontània)

- Estils britànics
  - Barley Wine (Vi d'ordi)

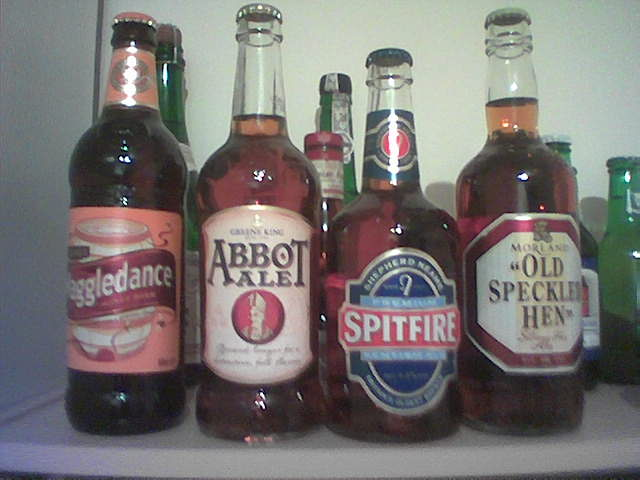
Cerveses angleses

  - Bitter ordinary Bitter/Special Bitter/Extra special Bitter(ESB)
    - Strong Bitter

  - Mild Ale
  - Brown Ale
  - Irish Ale
  - Pale Ale
    - Indian Pale Ale

  - Mild Ale
  - Old Ale (També Owd ale) (A Escòcia: Wee Heavy)
  - Cervesa porter
  - Scottish Ale
  - Stout
    - Stout imperial

  - Golden Ale o Summer Ale

Baixa fermentació
- Bock
- Doppelbock
- Export (Dortmunder)
- Pils Pils alemanya/Pils Txeca
- Lager (Münchner Helle)
- Dunkelbier
- Schwarzbier* Viena Vienna

Fermentació espontània
- Lambic
- Gueuze
- Kriek Cirera
- Frambozen Gerd
- Lambic aux fruits Altres fruites
- Faro
- Mars

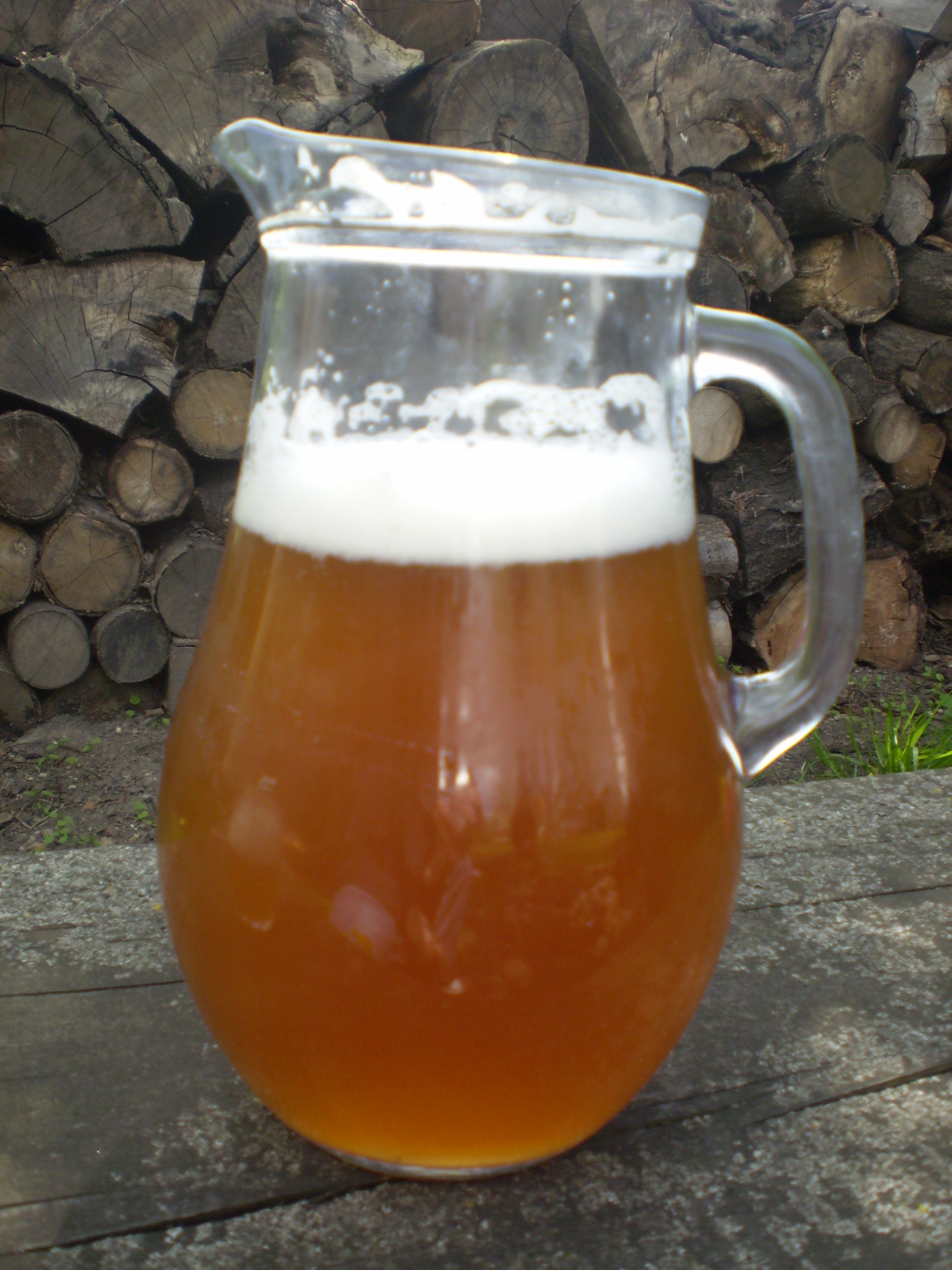
Gerra de cervesa pils txeca

- Cerveses tradicionals d'Àfrica (cervesa de sorgo) o a Amèrica Llatina (cervesa a força de blat de moro com Tesgüino)

Cervesa sense gluten
Els seus ingredients són: aigua, blat de moro, xarop de blat de moro, flor de llúpol, extracte de llúpol.
El gluten és una proteïna que es troba en els grans de blat, ordi, sègol i possiblement a la civada. Certes persones són al·lèrgiques al gluten i no poden prendre cervesa normal. Hi ha una cervesa especial del fabricant Bi-Aglut de sabor suau i molt agradable que no conté gluten. L'any 2006, la marca Estrella Damm va llençar Estrella Damm Daura, una cervesa per a celíacs, que fou escollida la millor cervesa sense gluten del món per la publicació internacional Beers of the World. El premi va ser atorgat a Londres el 2008.